# Chantier naval Sredne-Nevski

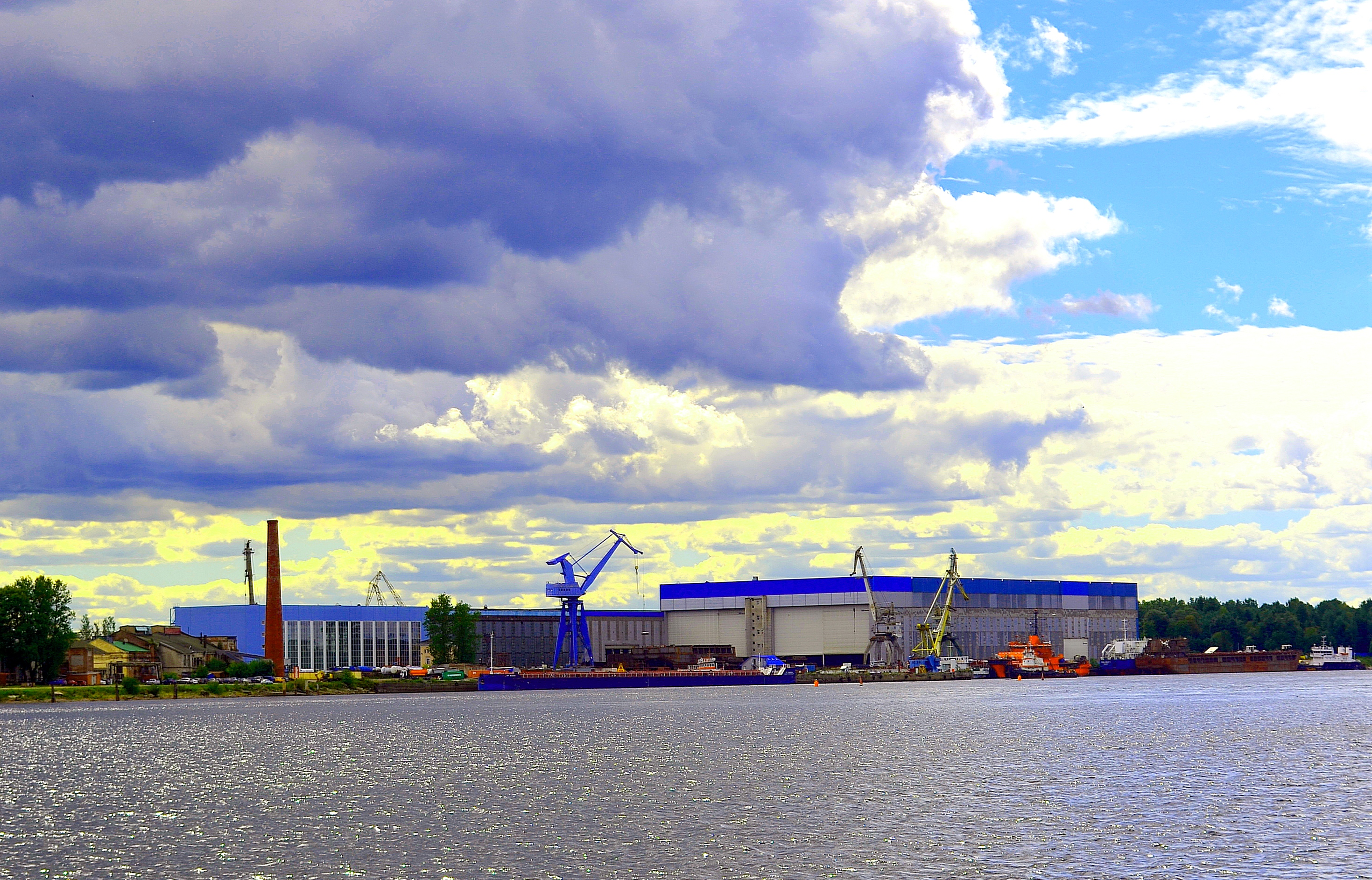
Chantier naval Sredne-Nevski, dans la région de Leningrad

Le chantier naval Sredne-Nevski est un chantier naval fondé au XVIIIe siècle à Saint-Pétersbourg, en Russie.

## Historique
En 1917, il employait 17 000 personnes. Il a fondé une filiale à Nikolaïev en Ukraine au début du XXe siècle pour assembler les navires construits à Saint-Pétersbourg et transportés jusqu'à la mer Noire.
Il fait aujourd'hui partie de l'United Shipbuilding Corporation.

### Sources et bibliographie
- (en) Siegfried Breyer, Soviet Warship Development, vol. 1 : 1917–1937, Londres, Conway Maritime Press, 1992, 288 p. (ISBN 0-85177-604-3)